# 寇卢县

所在位置

寇卢县（乌尔都语：کوہلو），巴基斯坦俾路支省的一个县。西邻锡比县，北邻洛拉莱县，南邻德拉布提县。总面积19,310km²，总人口99,000（1998年）。

## 行政区划
寇卢县分为3个乡。